# Stefan Niebudek

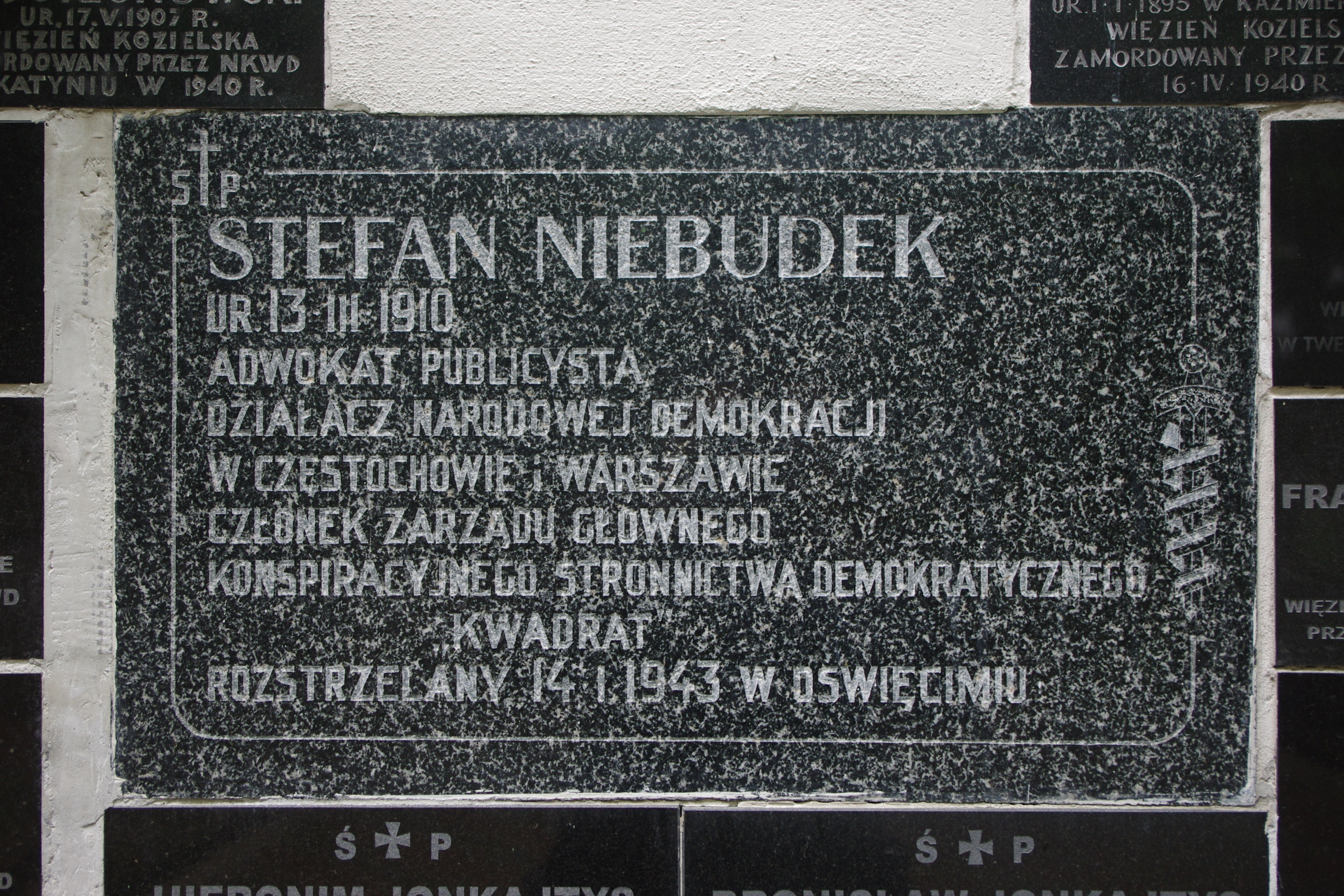
Tablica upamiętniająca adwokata i polityka Stefana Niebudka na ścianie zewnętrznej kościoła św. Karola Boromeusza na warszawskich Powązkach

Stefan Niebudek (ur. 13 marca 1910 w Częstochowie, zm. 14 stycznia 1943 w Auschwitz-Birkenau) – polski adwokat, publicysta, działacz Narodowej Demokracji w Częstochowie i Warszawie, członek Zarządu Głównego Konspiracyjnego Stronnictwa Narodowego „Kwadrat”. Członek Narodowego Zrzeszenia Adwokatów.

## Życiorys
Był synem Jana i Pelagii Gąsior. Nauki pobierał w gimnazjum w Częstochowie (1920–1928). W szkole średniej należał do Narodowej Organizacji Gimnazjalnej. W czasie studiów (od 1928, Wydział Prawa UW) związał się z Młodzieżą Wszechpolską, Obozem Wielkiej Polski, Bratnią Pomocą Studencką oraz katolickim stowarzyszeniem świeckim – Sodalicją Mariańską. Od 1934 był członkiem władz Stronnictwa Narodowego, gdzie pełnił między innymi funkcję kierownika Wydziału Propagandy Zarządu Głównego SN.
Był publicystą wielu pism narodowych: „Akademika“, „Akademika Polskiego“, „Myśli Narodowej“, „Prosto z Mostu“ i „Warszawskiego Dziennika Narodowego“.
Podczas II wojny światowej działacz konspiracyjnego Stronnictwa Narodowego oraz Rady Głównej Opiekuńczej. Aresztowany 18 maja 1941 i wywieziony do obozu koncentracyjnego Auschwitz-Birkenau. Uczestnik obozowego ruchu oporu. Rozstrzelany w obozie 14 stycznia 1943.

## Publicystyka
- W kraju czarnych koszul (1937) – zbiór reportaży z faszystowskich Włoch
- Przytyk – wielki proces Polaków z Żydami – relacja z procesu sądowego w Radomiu po zajściach polsko-żydowskich w marcu 1936 w podradomskim miasteczku Przytyk.